# كرنيليوس فانديك
كرنيليوس فان الآن فانديك (بالإنجليزية: Cornelius Van Allen Van Dyck) (أغسطس 1818 - 13 نوفمبر 1895)، هو مستشرق وأديب وعالم ومدرس أميركي ساهم بشكل فعال في النهضة العربية وأسس المدارس العربية والمستشفيات في لبنان وكتب كتب أكاديمية بالعربية كما كان من المساهمين في تأسيس الجامعة الأميركية في بيروت. لُقب بـ«أستاذ سورية الكبير» و«فيلسوف الشرق» وحاز على تنويه السلطان العثماني.

## نشأته الأمريكية
وُلد كرنيليوس فانديك في مدينة كيندرهوك في ولاية نيويورك بأميريكا في 13 أغسطس 1818، وهو الابن السابع والأخير، لأبوين يرجع أصلهما إلى إحدى العائلات الهولندية، التي هاجرت إلى أمريكا في القرن السادس عشر. وقد تميز كرنيليوس بالذكاء الحاد والعمل الجاد، فأتقن منذ صغره عدة لغات كاليونانية واللاتينية، بالإضافة إلى لغتيه الأصليتين الإنجليزية والهولندية. وكان والده طبيباً ولديه في نيويورك صيدلية، فكان كرنيليوس يعاونه في أعماله، ويبتكر في أدواتها، لدرجة أنه جمع أغلب النباتات التي تنمو في ضواحي ولايته، وقام بتجفيفها وحفظها وترتيبها ترتيباً علمياً حسب فصائلها وعائلاتها النباتية.

## عمله كطبيب
عندما أعلن والده افلاسه لم يستسلم كرنيليوس وكان يستعير الكتب المتنوعة من معارفه ويحضر حلقات العلم والدرس. وكان أحد جيرانه طبيبا دعاه للاستفادة من مكتبته الطبية، فأخذ كرنيليوس ينهل من مكتبته العلم والعلوم على اختلاف صنوفهما، وبالأخص كتب علم الحيوان والكيمياء. ومن خلال عصاميته العلمية، وقبل أن يتم عقده الثاني، وصل كرنيليوس من العلم مكانة جيدة، أهلته إلى أن يلقي الخطب العلمية في الكيمياء، فلقب بالخطيب الكيميائي. وبمرور الوقت، علمه والده أصول الطب بعد أن تأكد من امتلاكه لناصية علم الصيدلة نظرياً وعملياً. بدأ اسم كرنيليوس ينتشر بين أهل بلدته كطبيب بدون شهادة، فخشى بعض ذوي الفضل عليه فجمعوا له المال اللازم ليدخلوه مدرسة سبرنكفيلد ثم مدرسة جفرسن في فيلادلفيا التي نال منها شهادة الطب مع لقب دكتور. فعمل كرنيليوس جاهداً لرد الجميل لكل من عاونه على إتمام دراسته، فسخر جهده ووقته لتطبيب المرضى من أهل قريته والقرى المجاورة، وأصبح اسمه لامعاً وفي مقدمة أمهر الأطباء. فتم اختياره من قبل مجمع المرسلين الأميريكان، ليكون مرسلاً وطبيباً لبلاد الشام، وكان عمره في ذلك الوقت لم يتجاوز 21 سنة.

## في الشرق
سافر كرنيليوس من بوسطن بأمريكا على ظهر سفينة مع مجموعة من المرسلين الأميريكان، ووصل إلى بيروت يوم 2/4/1840، ومكث أربعين يوماً في الحجر الصحي، حفظ خلالها بعض الكلمات والجمل العربية، وبعد خروجه، قضى في بيروت أياماً قليلة، ثم انتقل عن طريق حلب إلى القدس ومارس الطب هناك، حيث عالج العديد من أفراد عائلات المرسلين، وتعلم مباديء اللغة العربية على يد ميخائيل عرمان، وظل بالقدس تسعة أشهر، ثم عاد مرة أخرى إلى بيروت حيث تعلم اللغة العربية على يد علمائها أمثال إلياس فواز البيروتي، وأبي بشارة طنوس الحداد الكفرشيمي، والعلامة بطرس البستاني، الذي أقام معه في غرفة واحدة سنوات طويلة، وأخيراً أتقن علوم العربية وآدابها على يد ناصيف اليازجي والشيخ يوسف الأسير. فأصبح كرنيليوس من علماء العربية وآدابها، حافظاً للأشعار والمفردات والمعاني والأمثال الفصيحة، ففاق كل أقرانه من الأجانب ممن تعلموا العربية من قبله. هذا بالإضافة إلى تعلمه اللغتين العبرية والسريانية وكان يرتدي الملابس الشرقية دائماً، ويتمسك بالعادات والتقاليد العربية الشرقية، كما أنه كان يُدخن النارجيلة الشامية.
في عام 1842 تزوج كرنيليوس من جوليا ابنة قنصل إنجلترا في بيروت بطرس آبت. وبعد فترة قصيرة انتقل إلى قرية عبية فأنشأ بمساعدة صديقه بطرس البستاني مدرستها الشهيرة عام 1843، وأصرّ على أن يكون التعليم فيها باللغة العربية. ومن أجل هذه الغاية قام بتأليف مجموعة كبيرة من الكتب المدرسية باللغة العربية، وقام بنشرها وتدريسها لطلاب مدرسته. ومن هذه الكتب: الجغرافية والجبر والهندسة واللوغريتمات والمثلثات والطبيعيات. وظل يعمل في التدريس والتأليف لهذه المدرسة طوال أربع سنوات، وعندما اطمأن على ثبات سياسة التدريس باللغة العربية فيها، عهد بمدرسته الأولى إلى صديقه سمعان كهلون، لينتقل هو إلى مجال آخر هو ترجمة الإنجيل إلى العربية.
في هذه الفترة قرّرت الإرسالية الأميريكيّة ببيروت رسميّاً ترجمة الكتاب المقدّس إلى اللغة العربيّة، وعهدت بذلك إلى عالي سميث، الذي سرعان ما توفي قبل إتمام الترجمة، فتمّ تكليف فانديك بهذا المشروع. لاقى كرنيليوس الأمرين في هذه الترجمة، حيث كان يبحث عن أصول الألفاظ في لغاتها الأصلية، ومن ثم تطبيقها وترجمتها إلى الألفاظ المقابلة لها في العربية، وكان يستعين في عمله بعلماء اللغة من النصارى والمسلمين العرب والأجانب. وظل فانديك في هذا العناء حتى أتم الترجمة عام 1864، فبعثه مجمع المرسلين إلى أميريكا ليباشر طبعها، فظل في أميريكا عامين حتى أتم المهمة. ومنذ ظهور ترجمة الإنجيل بالعربية عام 1866، أصبحت نسخه – التي طُبعت حينئذ في خمسين ألف نسخة هي المعتمدة في الكنائس الإنجيلية العربية.
حدث أثناء إقامة فانديك بأميريكا عامين لطباعة الإنجيل بالعربية أنه اشتغل بالتدريس في إحدى المدارس الأميريكية، وكان أسلوبه التدريسي سلساً. فعرض عليه القائمون على المدرسة البقاء فيها مقابل مبلغ مادي كبير، لم يُعط لأستاذ قبله! ولكنه اعتذر قائلاً: «لقد تركت قلبي في سورية، فلا لذة لي إلا بالعودة إليها». وفي هذه الفترة أيضاً، مرض فانديك مرضاً شديداً أوشك أن يُودي بحياته، ولكنه شُفي منه وعاد إلى الشام، وعندما سأله إسكندر العازار عن مرضه الأخير في أميريكا، قال له: «لقد خشيت جداً أن أموت بعيداً عن سورية المحبوبة».

## الجامعة الأميريكية ببيروت

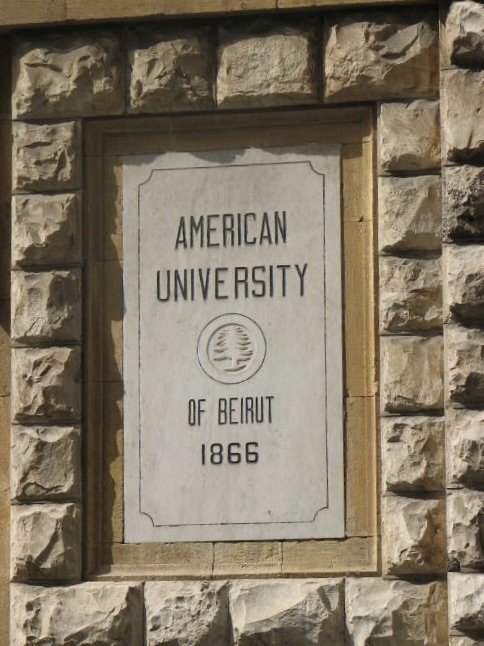

تُعتبر الجامعة الأميركية في بيروت صرحاً علمياً كبيراً منذ نشأتها عام 1866. وخرجت فكرة هذه الجامعة من بيت فانديك ببيروت عام 1863، عندما اجتمع صاحب البيت بأعضاء الإرسالية الأميريكية وبحضور قنصل أميريكا في بيروت، وخرج المجتمعون بفكرة إنشاء الكلية السورية البروتستانتينية في بيروت، وهو اسم الجامعة الأميريكية قبل أن تُسمى بالجامعة الأميريكية عام 1920. وفي عام 1866 أصبحت الفكرة حقيقة عندما افتتحت الجامعة في أول عهدها في منزل بطرس البستاني تحت إدارة دانيال بلس، وبدأت عامها الدراسي الأول بستة عشر تلميذاً، درّس لهم ناصيف اليازجي وأسعد الشدودي وجيمس فريزر وشارليه بازيه الفرنسي.

## مؤسس كلية الطب بالجامعة الأميريكية
في عام 1868 تأسست كلية الطب بالجامعة، فانضم إلى أساتذتها فانديك، وطلبت الإدارة منه تحديد راتبه السنوي بنفسه - لمكانته العلمية المرموقة - فوافق على طلبهم، وسألهم عن راتب أصغر أستاذ في الجامعة، قالوا له 1500، فكتب في عقده أن راتبه هو 750، وعندما سألوه لماذا فعلت ذلك، أجابهم «إنما أفعل ذلك حُباً في خير هذه البلاد ونفعها ونفع أهلها». ثم بدأ كرنيليوس بمشاركة صديقه الدكتور يوحنا ورتبات تأسيس كلية الطب، فوضعا لها نظامها الإداري والدراسي، وقاما بالتدريس فيها، وعندما فشلت المدرسة في استقدام أستاذا لمادة الكيمياء، قام كرنيليوس بتدريس المادة ست سنوات، بالإضافة إلى تدريسه مادة علم الأمراض، واشترى من ماله الخاص أدوات لمعمل الكيمياء، كما قام بتأليف كتاب «مباديء الكيمياء» كمقرر دراسي للطلاب، وطبعه على نفقته الخاصة، وأصبح هذا الكتاب، فيما بعد، من المراجع الأساسية. وفي هذه الفترة تعرضت الجامعة لأزمة مالية، عجزت بسببها عن استقدام أستاذ في علم الفلك ودفع راتبه، فقام كرنيليوس بتدريس المادة وبدون أجر، ألّف له كتاباً مدرسياً وطبعه على نفقته الخاصة.

## مرصد فانديك الفلكي
فكر القائمون على الجامعة الأميريكية ببيروت في بناء مرصد فلكي خاص بها، فاستشاروا فانديك في الأمر، باعتباره أحد أعلام الفلك، فحدد لهم رابية مرتفعة في الحرم الجامعي مكاناً مناسباً لبنائه. ولكن المشروع توقف بسبب عجز الجامعة عن شراء الأدوات اللازمة لهذا المرصد، فقام فانديك بشرائها من ماله الخاص، خصوصاً منظار المرصد الرئيسي وساعته الفلكية، بالإضافة إلى تأثيثه وفرشه، ومن هنا أُشتهر هذا المرصد باسم مرصد فانديك لسنوات طويلة، رغم أن اسمه الرسمي كان المرصد السوري. وظل فانديك يدير هذا المرصد ويحرر نشرته الأسبوعية، منذ نشأته وحتى عام 1893. وكان المرصد مخصصاً برصد وتسجيل الطقس والزمن وحركة الكواكب وهزات الزلازل وإرشاد السفن، وتبادل المعلومات مع المراصد العالمية في أوروبا وأميريكا.

## موقفه من اللغة العربية
ذكر جرجي زيدان في مذكراته، أنه تتلمذ على يد فانديك عندما كان يدرس الطب في الجامعة الأميريكية ببيروت عام 1881، وأن فانديك كان أشهر الأساتذة وأحبهم إلى قلوب الطلبة والأهالي، وذلك لبراعته في التدريس. وأنه بلغ من الشهرة والمكانة درجة، جعلت عامة المواطنين يعتقدون أنه صاحب الجامعة، فأطلقوا عليها جامعة فنديك. ولكن في عام 1882 قررت إدارة الجامعة في أميريكا جعل اللغة الإنجليزية هي لغة التدريس، بدلاً من اللغة العربية في الجامعة الأميريكية ببيروت، فاعترض فانديك ودافع عن اللغة العربية باعتبارها اللغة الأنسب في التعليم دفاعاً مستميتاً دون جدوى، فقدم استقالته قائلاً: «إنني ما نزلت أرض الشام إلا لأخدم العرب بتدريس العلوم بلغتهم». وهكذا خرج فانديك من الجامعة الأميريكية التي شارك في تأسيسها دفاعاً عن اللغة العربية.

## أعماله المجتمعية
لم تتوقف خدمات فانديك لأهل الشام بخروجه من الجامعة بل تولى إدارة «المطبعة الأميريكية ببيروت»، وانتقى لها الكتب العربية المهمة والمفيدة، وكان يباشر طباعتها بنفسه. كذلك أسس وشارك في عضوية أغلب الجمعيات العلمية والأدبية، مثل الجمعية السورية وجمعية شمس البر والمجمع العلمي الشرقي، ورئاسته الشرفية لجمعية الفنون الطبية في دمشق. وكان يخطب في احتفالاتها، وينشر المقالات الأدبية والعلمية في الكثير من المجلات، ولا سيما مجلة المقتطف التي اقترح اسمها على تلميذيه يعقوب صروف وفارس نمر، مؤسسا المجلة. وأيضاً عمل فانديك طبيباً في المستشفى البروسياني، ومستشفى القديس جاورجيوس، ومستشفى ماري جرجس لطائفة الروم الأرتوذكس، التي بنى بها قاعة للمرضى من ماله الخاص عام 1888.

## تكريمه
وافق عام 1890 مرور خمسين سنة على قدوم فانديك إلى بيروت، فأراد أهلها الاحتفال به، خصوصاً بعد أن منحه السلطان العثماني النيشان المجيدي من الدرجة الثالثة. فتشكلت لهذه المناسبة لجنة في برئاسة إسبر شقير، والشيخ محمد عبده وجمعوا مبلغا كبيرا من المال، أرادوا به شراء هدية تليق به، فاقترح عليهم والي بيروت إعطاء المال لفانديك ليتصرف فيه كما يشاء، شريطة ألا ينفقه على أعمال الخير كما هي عادته. وفي يوم الاحتفال بمنزل فانديك ألقى إسبر شقير خطبة، ظهر فيها كيف أصبح فانديك شرقياً بفضل خدماته الجليلة لأهل الشام في التدريس وبناء المدارس وتأليف الكتب العربية وإنشاء وتأسيس صروح العلم والأدب وتطبيبه للمرضى. فرد فانديك عليه بخطبة، أهم ما جاء فيه قوله: «أشهد أمام الله والناس إني أقمت بين أهل الشرق بكل نية صافية، ولم أقصد غير نفع جيلي وترقيته وتخفيف الأثقال على قدر الاستطاعة، وهذا من فضل الله يؤتيه من يشاء»

## وفاته
ظل فانديك يمارس عمله وعلمه دون انقطاع عن عمل الخير، حتى أصيب بحمى التيفوئيد التي لازمته أياماً معدودة، فشعر بدنو أجله وامتنع عن الطعام، فزاره صديقا له بتناول الطعام لتقويته على المرض، فقال له: «شبعت من الحياة، فلا حاجة لي بعد إلى غذاء، فإذا كانت بقيت عليّ خدمة لسورية فتممها أنت عني». كما أوصاه وأوصى أهل بيته، بأن يُدفن في صمت تام بأرض الشام، دون أن يؤبنه أحد ولا يرثيه شاعر ولا يخطب على قبره خطيب، وأن تُتلى على جثمانه الصلوات في الكنيسة باللغة العربية. فارق فانديك الحياة يوم 13 نوفمبر 1895 عن سبعة وسبعين عاما، فدفن حسب وصيته في صمت مطبق بالمقبرة الأميريكية ببيروت، بعد أن تُليت الصلاة على جثمانة باللغة العربية في الكنيسة الإنجيلية.

## تخليد ذكراه
لكن أهل الشام عملوا على تخليد ذكراه بطريقة أخرى، فصنعة تمثال نصفي له، نصبوه في احتفال ضخم عام 1899، في قاعة مستشفى ماري جرجس لطائفة الروم الأرتوذكس ببيروت التي بناها فانديك على نفقته الخاصة. أما الجامعة الأميريكية، فخلدت ذكراه بعد وفاته بستة وثلاثين سنة، عام 1931، عندما أطلقت اسم فانديك على إحدى مبانبها والتي ما زالت تحمل اسمه حتى اليوم.

## مؤلفاته
له نحو خمسة وعشرين مصنفا عربيا ومنها:
- كتاب محيط الدائرة في العروض والقوافي 1857،
- أصول الكيمياء 1869،
- الأنساب ومساحة المثلثات 1873،
- أصول التشخيص الطبيعي 1874،
- أصول الهيئة في علم الفلك 1874،
- كتاب في الأصول الهندسية 1875،
- الروضة الزهرية في الأصول الجبرية 1877،
- أصول الباثولوجيا الداخلية 1878،
- ترجمة كتاب تاريخ الإصلاح في القرن السادس عشر 1878،
- ترجمة كتاب سر النجاح 1880،
- السهم الطيار والفخ القرار لترقية الكروم من الثعالب الصغار 1882،
- في أصول المنطق 1886،
- إرواء الظماء في محاسن القبة الزرقاء 1888،
- رواية بزوغ النور على ابن حور 1896،
- المرآة الوضيَّة في الكرة الأرضية 1852,
- النقش في الحجر، وهو ثمانية أجزاء في مباديء العلوم المدرسية.

## مساهماته
كان فاندايك محركا اساسيا لعدد من التحركات النهضوية المشرقية دون الاخذ بعين الاعتبار الدين أو الثقافة، منها:
- إنشاء مستشفى القديس جاورجيوس للروم الأرثوذكس (مع اته برتيستانتي)
- الجمعية السورية وهي أول جمعية تنظم في بلاد الشام
- جمعية شمس البر والمجمع العلمي الشرقي
- المجامع الدينية الانجيلية
- تاسيس الكلية السورية
- تأسيس المرصد الفلكي

## روابط خارجية
- حياة كورنيليوس فان دايك على موقع المكتبة الرقمية العالمية